# 默傑什蒂鄉
47°01′00″N 22°27′00″E / 47.0167°N 22.45°E
默傑什蒂鄉（羅馬尼亞語：Comuna Măgești, Bihor），是羅馬尼亞的鄉份，位於該國西北部，由比霍爾縣負責管轄，面積51平方公里，海拔高度262米，2007年人口2,784，人口密度每平方公里54人。